# Hashem
Hashem oder Haschem (von arabisch هاشم, DMG Hāšim und hebräisch השם „der Name“), auch Hashim oder Haschim, ist ein arabischer männlicher Vorname und Familienname und eine im Judentum gängige Bezeichnung für Gott.

## Judentum
- Haschem, hebräische Bezeichnung für Gott, siehe HaSchem

## Namensträger

### Vorname
- Mohammad Hashem Cheshti († 1994), afghanischer Musiker
- Hashem Ghareibeh (* 1953), jordanischer Schriftsteller
- Haschem Sabbaghian (* 1937), iranischer Politiker

### Familienname
- Dilara Hashem (1936–2022), bengalische Autorin
- Ibrahim Hashem (1888–1958), jordanischer Premierminister
- Mohamed Hashem (* 1958), ägyptischer Verleger und Autor
- Safa Al Hashem (* 1964), kuwaitische liberale Politikerin
- Sayed Hashem Adnan (* 1992), bahrainischer Fußballspieler
- Yahia Hashem (* 1981), libanesischer Fußballspieler